# Будинок парламенту (Валетта)
Будинок Мальтійського  парламенту (мальт. Dar il-Parlament) — місце засідань парламенту Мальти, розташоване у столичному місті держави, Валетті.
Будівництво тривало з 2011 по 2015 рік за проєктом італійського архітектора Ренцо Піано, який також відповідав за створення нової міської брами Валетти (знаходиться поряд з парламентом).

## Історія
Будинок парламенту (Валетта) був побудований з 2011 по 2015 рік в місті Валлетта. Місце, яке в даний час займає будівля парламенту, спочатку було забудовано житловими будинками, а пізніше — станцією Валлетта Мальтійської залізниці. Цей район піддався бомбуванню під час Другої світової війни, а станція і навколишні її будівлі були зруйновані в 1960-х роках в рамках проєкту по реконструкції входу в Валлетту. Цей район був відомий як Майдан Свободи. Територія була оточена торговими рядами. Спочатку площа використовувалася як автостоянка. Проєкт включав у себе будівництво нових міських воріт і перетворення руїн Королівського Оперного театру в театр під відкритим небом. Під час будівництва будівлі парламенту були значні суперечки, З 1921 по 1976 рік місцем засідань парламенту Мальти була палата палацу гросмейстерів. У 1976 році колишня збройова палата була перетворена в місце для засідань нового парламенту, там проводилися засідання аж до відкриття спеціально побудованого будинку Парламенту 4 травня 2015 року.

## Розташування

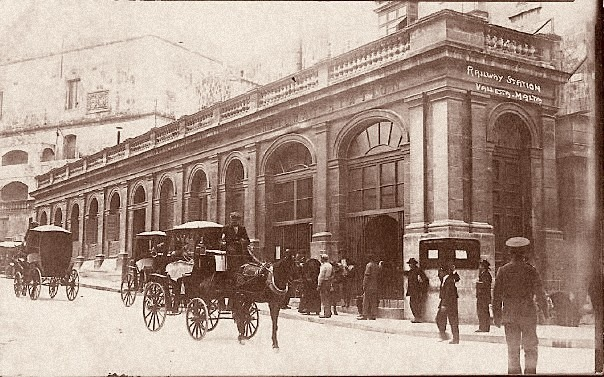
Старий залізничний вокзал Валлетти, 1880-і

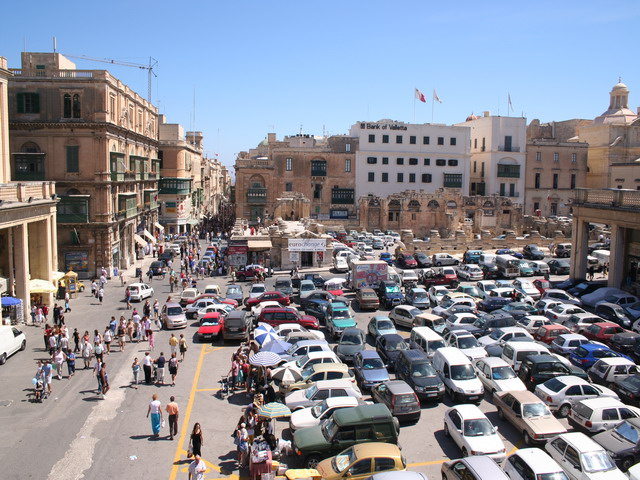
Площа свободи в 2005

Будівля парламенту розташована на вулиці Республіки поруч з міськими воротами, біля руїн Королівського Оперного театру, а також навпроти торгових рядів біля міських воріт і Палаццо Ферреро.

## Планування
Будівництво будівлі парламенту було частиною проєкту міської брами, який повинен був реконструювати вхід у Валлетту. Проект передбачав знесення четвертих міських воріт і аркади на площі Свободи, а також будівництво п'ятих міських воріт і будівлі парламенту. Руїни Королівського Оперного театру були перетворені в театр під відкритим небом. Проєкт міських воріт був розроблений італійським архітектором Ренцо Піано. Плани були оприлюднені 27 червня 2009. Корпорація Grand Harbour Regeneration Corporation заплатила Піано 6,6 мільйона євро за його роботу над проєктом.

## Будівництво
Знесення давніх аркад розпочалося в жовтні 2010 року. Земляні роботи для фундаменту будівлі парламенту почалися незабаром після завершення знесення. На початку 2011 року початковий план був змінений з переміщенням сходів, розширенням одного з блоків і змінами в конструкції жалюзі на фасаді. Сталевий каркас споруди був завершений до початку 2012 року. Потім його почали покривати вапняком, який був здобутий в Гоцо і розрізаний на певні форми в Італії, перш ніж відправити назад на Мальту. Щодня на будівництві перебувало від 120 до 150 робітників. Будівництво обійшлося більш ніж в 90 мільйонів євро. Спочатку термін завершення проєкту був визначений як листопад 2012 року або початок 2013 року. Передбачувана дата завершення будівництва була продовжена до вересня 2013 року, а потім і до вересня 2014 року. Підрядники не вклалися в терміни, і до кінця 2014 року будівництво все ще не було завершено. Будівництво завершили в 2015 році.

## Відкриття
Офіційно будівлю було відкрито президентом Марі-Луїзою Колейро Прека 4 травня 2015 року. Члени парламенту і інші гості зібралися в старій палаті палацу гросмейстерів і попрямували до нової будівлі в супроводі оркестру поліції. Колейро Прека назвала урочисте відкриття будівлі парламенту «важливою віхою в парламентській історії Мальти», оскільки це перше спеціально збудоване приміщення парламенту на Мальті. Перше засідання відбулося в той же день. Велика частина будівлі була закрита з міркувань безпеки, але постійна експозиція на першому поверсі була відкрита для публіки. 1 серпня 2015 року Ренцо Піано відвідав будівлю парламенту вперше з моменту його відкриття.

## Опис будівлі
Будівля парламенту складається з двох блоків, з'єднаних між собою мостами, в одному з яких знаходиться палата парламенту. Ці два квартали розташовані окремо, щоб не затуляти вид на Сент-Джеймський кавальєр з вулиці Республіки. Кожен блок має три поверхи. Споруда складається зі сталевого каркаса, облицьованого гоціанським вапняком. Кам'яні плити висічені таким чином, що, здається, ніби вони були зруйновані самою природою.
Будівля парламенту є будівлею з нульовим викидом енергії. Теплова енергія забирається або віддається в масу породи внизу. Це використовується для обігріву і охолодження будівлі, уникаючи будь-якої системи охолодження або котлів.